# 小口久雄
小口 久雄（おぐち ひさお、1960年3月5日 - ）は、日本のゲームクリエイター。長野県岡谷市出身。セガサミークリエイション株式会社代表取締役社長。2016年6月17日付でセガサミーホールディングス株式会社取締役兼CCO(Chief Creative Officer)は退任した。現在は株式会社ユードリームの取締役とFUN Corpationの社外取締役を務める。

## 人物
長野県諏訪清陵高等学校、中央大学理工学部卒。1984年、セガ入社。第三AM研究開発部部長、子会社のヒットメーカー社長を経て2003年7月代表取締役社長兼COOに就任。2007年6月13日の臨時取締役会において業績不振を理由に、代表取締役副社長に、2008年5月1日付人事で代表権のない取締役に降格。代表作は、ゲームセンター向けの競走馬育成シミュレーション『DERBY OWNERS CLUB』。2011年7月放送のアニメ『快盗天使ツインエンジェル 〜キュンキュン☆ときめきパラダイス!!〜』の企画を担当した。

## 関わった作品
- ウォーリーをさがせ!（業務用）
- スーパーモナコGP（業務用）
- セガガガ（ドリームキャスト）
- DERBY OWNERS CLUB（業務用）
- DARTSLIVE（業務用）
- どきどきペンギンランド（家庭用）[3]